# Boston Tea Party

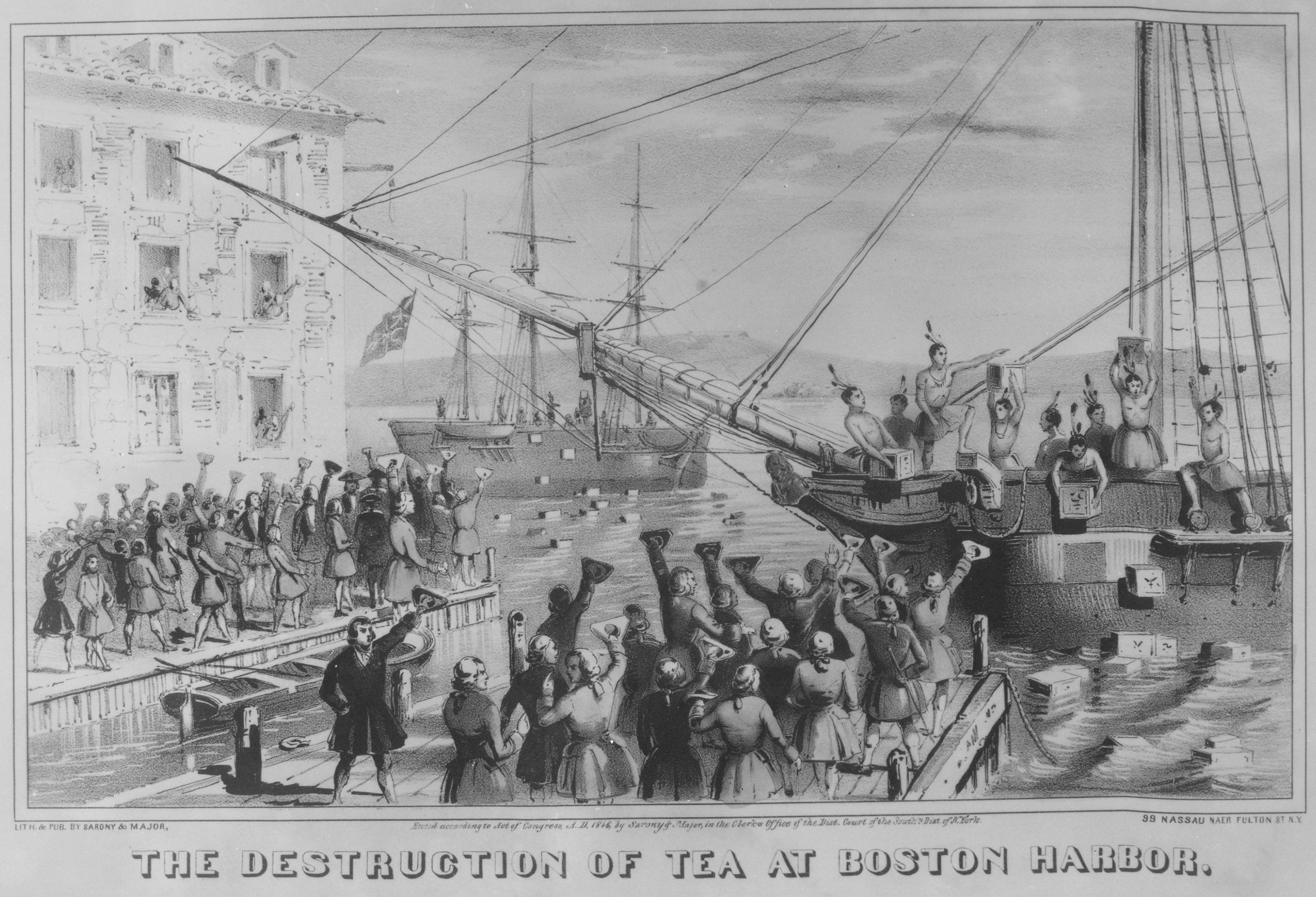
Rappresentazione "gloriosa" del Boston Tea Party da parte di un giornale americano. Sulla nave ci sono abitanti di Boston travestiti da indiani per non farsi riconoscere; in città, abitanti americani festeggiano

Il Boston Tea Party fu un atto di protesta dei coloni nordamericani della costa atlantica, verificatosi giovedì 16 dicembre 1773 nel porto di Boston in risposta al continuo innalzamento delle tasse, promosso dal governo del Regno di Gran Bretagna e dettato dal rischio di bancarotta causato dagli ingenti debiti contratti per alimentare i propri traffici commerciali. Un gruppo di coloni indipendentisti, appartenenti al movimento clandestino dei Sons of Liberty ('Figli della Libertà'), travestito da nativi Mohawk salì a bordo delle navi inglesi ancorate nel porto di Boston e gettò in mare 342 casse di tè trasportate dalle navi, per un valore di 90 000 sterline.

## La situazione antecedente
Le leggi sulla tassazione delle colonie tra il 1765 e il 1767 accrebbero l'astio dei coloni verso il parlamento del Regno Unito relativamente a una disparità tra le tasse pagate e la rappresentanza a Westminster. La protesta crebbe e uno dei principali rappresentanti, John Hancock, con lo slogan no taxation without representation (niente tasse senza rappresentanti in parlamento) organizzò un sistema per boicottare il tè proveniente dalla Cina della Compagnia britannica delle Indie orientali. Le vendite nelle tredici colonie calarono da 320 000 a 520 sterline. La Compagnia delle Indie iniziò ad accumulare debiti nonché merce nei magazzini e senza avere all'orizzonte prospettive di miglioramenti anche perché i contrabbandieri, come il precedentemente citato Hancock, acquistavano tè dai Paesi Bassi senza pagare tasse d'importazione.
Il governo inglese allora approvò il Tea Act (1773) che permise alla Compagnia delle Indie di vendere tè alle colonie senza tasse o dazi di alcun tipo. Questo permise alla Compagnia di vendere il tè a metà del prezzo precedente ed essere più economico di quello venduto in Inghilterra, permettendole di contrastare le offerte dei mercanti e dei contrabbandieri delle colonie.
Ma questo non fu il primo colpo subito dalle colonie da parte del governo del Regno Unito. Nel 1764 vennero tassati zucchero, caffè e vino con lo Sugar Act, nel 1765 qualsiasi materiale stampato con lo Stamp Act e nel 1767 il vetro, la carta e la pittura con i Townshend Acts. Il Tea Act del 1773 fu dunque la goccia che fece traboccare il vaso. Il risentimento per il trattamento di favore ricevuto dalla Compagnia delle Indie, la quale annoverava esponenti della lobby che esercitavano una grande influenza sul parlamento inglese, si fece subito sentire tra i coloni e specialmente tra i contrabbandieri benestanti. Vi furono alcune rivolte tra le quali quelle di New York e Filadelfia, ma quella che fu destinata a lasciare un segno fu quella di Boston.
L'introduzione della tassa sul tè fu interpretata dagli abitanti delle colonie come un altro tentativo da parte del parlamento britannico di schiacciare la libertà americana. Samuel Adams, insieme ai contrabbandieri che avevano tratto profitto dal commercio del tè, intimò a tutti gli agenti e ai consegnatari della Compagnia delle Indie Orientali di andarsene, terrorizzando chi avesse opposto un rifiuto con degli attacchi ai magazzini e alle residenze.
Il primo vascello ad arrivare carico di tè fu il Dartmouth nel tardo novembre del 1773. I Sons of Liberty (Figli della Libertà), comandati da Adams, organizzarono degli incontri per decidere quali iniziative da prendere. Parteciparono in migliaia, provenendo anche dalle zone circostanti. La folla sfidò la Compagnia, il parlamento inglese e persino il governatore Thomas Hutchinson che voleva permettere lo scarico della merce. L'incontro che si tenne il 16 dicembre alla Boston's Old South Meeting House fu il più grande mai visto sino ad allora, contando, si stima, 8 000 partecipanti.
Il proprietario della Dartmouth e il capitano Rotch convennero che il carico avrebbe dovuto essere riportato in Inghilterra e così decisero anche gli altri due vascelli presenti al porto, l'Eleanor e il Beaver. Il governatore Hutchinson però decise di bloccare il porto e di vietare alle suddette navi di salpare senza aver scaricato il tè.
Il 16 dicembre 1773, la notte prima della data prevista per lo scarico, il capitano Rotch si appellò al governatore per ottenere il permesso di lasciare il porto di Boston e in seguito si presentò la sera stessa alla riunione di protesta per comunicare il mancato assenso. Dopo aver appreso il rifiuto di Hutchinson e dopo varie ore di dibattito, Samuel Adams si rivolse alla folla con le seguenti parole:
(Samuel Adams)

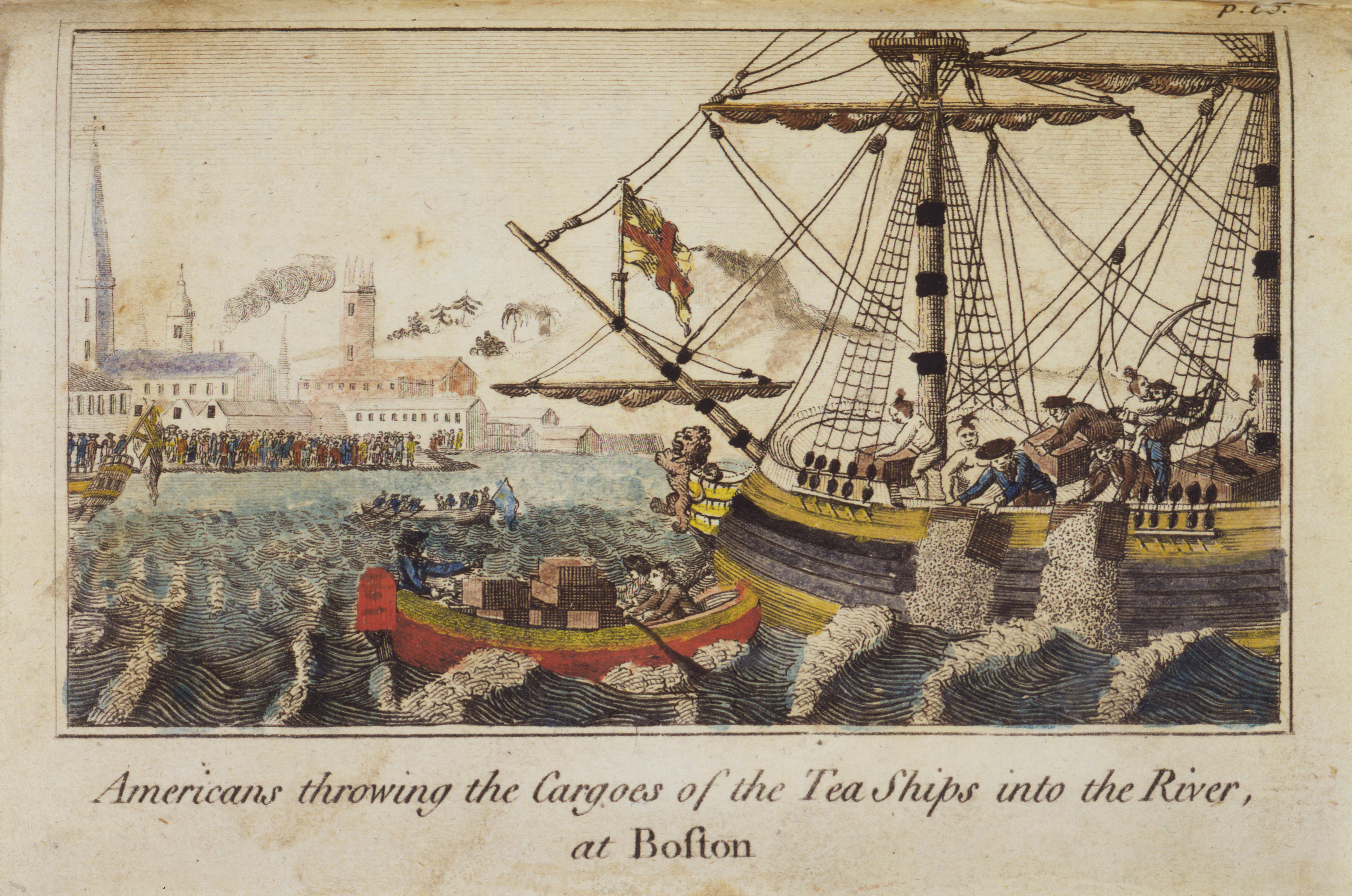
I Sons of Liberty rovesciano il tè nel porto

Fu allora che i Sons of Liberty si travestirono da indiani Mohawk e armati di asce e mazze si diressero verso Griffin's Wharf, dove erano ancorate le navi. Il gruppo si divise in tre, uno per nave, salirono a bordo e gettarono i carichi di the in mare. E fu così che 45 tonnellate di the, pari a 342 ceste, per un valore stimato dell'epoca di 10 000 dollari andarono in malora.
Il tè stagnò nelle acque del porto per settimane. Vi furono dei tentativi da parte dei cittadini per recuperarlo, ma prontamente vennero spedite delle barche che si occuparono di rendere il tè inutilizzabile battendolo con i remi.
Un altro vascello della Compagnia delle Indie avrebbe dovuto giungere a Griffin's Wharf ma non vi arrivò mai in quanto si arenò sulla spiaggia di Provincetown. Nonostante tutto 54 ceste di tè vennero recuperate ed il loro contenuto finì nelle teiere degli abitanti di Boston.

## Reazioni
Le decisioni del governatore Hutchinson provocarono una crisi. Se si fosse comportato come gli altri governatori e avesse permesso ai capitani di risolvere la faccenda con i coloni, probabilmente le navi sarebbero salpate senza scaricare la merce. Lord North ammise che se i coloni avessero continuato nel rifiuto d'importare per altri sei mesi il tè il Tea Act sarebbe stato abrogato.
In Gran Bretagna anche i politici che erano considerati a favore delle colonie protestarono, consentendo così un'unione totale tra i partiti contro le colonie. Frederick North, il primo ministro inglese, disse per l'occasione:
(Frederick North)
Il governo inglese era convinto che il tea party fosse stata un'azione che non poteva rimanere impunita e rispose nella primavera 1774 stabilendo nuove leggi, che furono conosciute come le "leggi intollerabili" o anche "leggi coercitive", con cui si chiudeva il porto di Boston e si riducevano le autonomie del Massachusetts. Inoltre John Hancock, Samuel Adams, Joseph Warren e Benjamin Church vennero accusati del crimine di alto tradimento.
Benjamin Franklin riconobbe che, per riaprire il porto, il tè distrutto andava ripagato. Lord North ricevette la visita di alcuni mercanti di New York che si offrirono di estinguere il debito ma le offerte vennero rifiutate. Molti coloni, anche non di Boston, s'impegnarono ad astenersi dal bere tè per protesta, passando a caffè, tisane e Balsamic hyperion (tratto da foglie di lampone). Questa protesta non durò a lungo, ma nell'autunno 1774 da Filadelfia le colonie decisero il boicottaggio sistematico di tutte le merci inglesi come pressione per ottenere l'autogoverno.
Alcuni coloni in seguito vennero ispirati dal tea party a sviluppare atti di protesta, provando così che la notte del 16 dicembre 1773 fu uno dei principali catalizzatori che condussero alla guerra d'indipendenza americana. Inoltre l'evento permise di raccogliere numerosi appoggi per i rivoluzionari delle tredici colonie, che in seguito avrebbero avuto la meglio nella loro lotta per l'indipendenza.
Nel febbraio 1775 il Parlamento britannico votò la cosiddetta "soluzione conciliante" (conciliatory resolution) che prevedeva l'abolizione delle tasse per tutte le colonie che avessero contribuito in maniera soddisfacente alla difesa del regno e avessero mantenuto gli ufficiali dell'impero. Ma ormai era tardi: quella primavera iniziò la guerra d'indipendenza americana. Il famigerato Tea Act fu abrogato solo con la legge sulla tassazione delle colonie del 1778. La Dichiarazione di Indipendenza degli Stati Uniti era già stata approvata da due anni.

## Retaggio

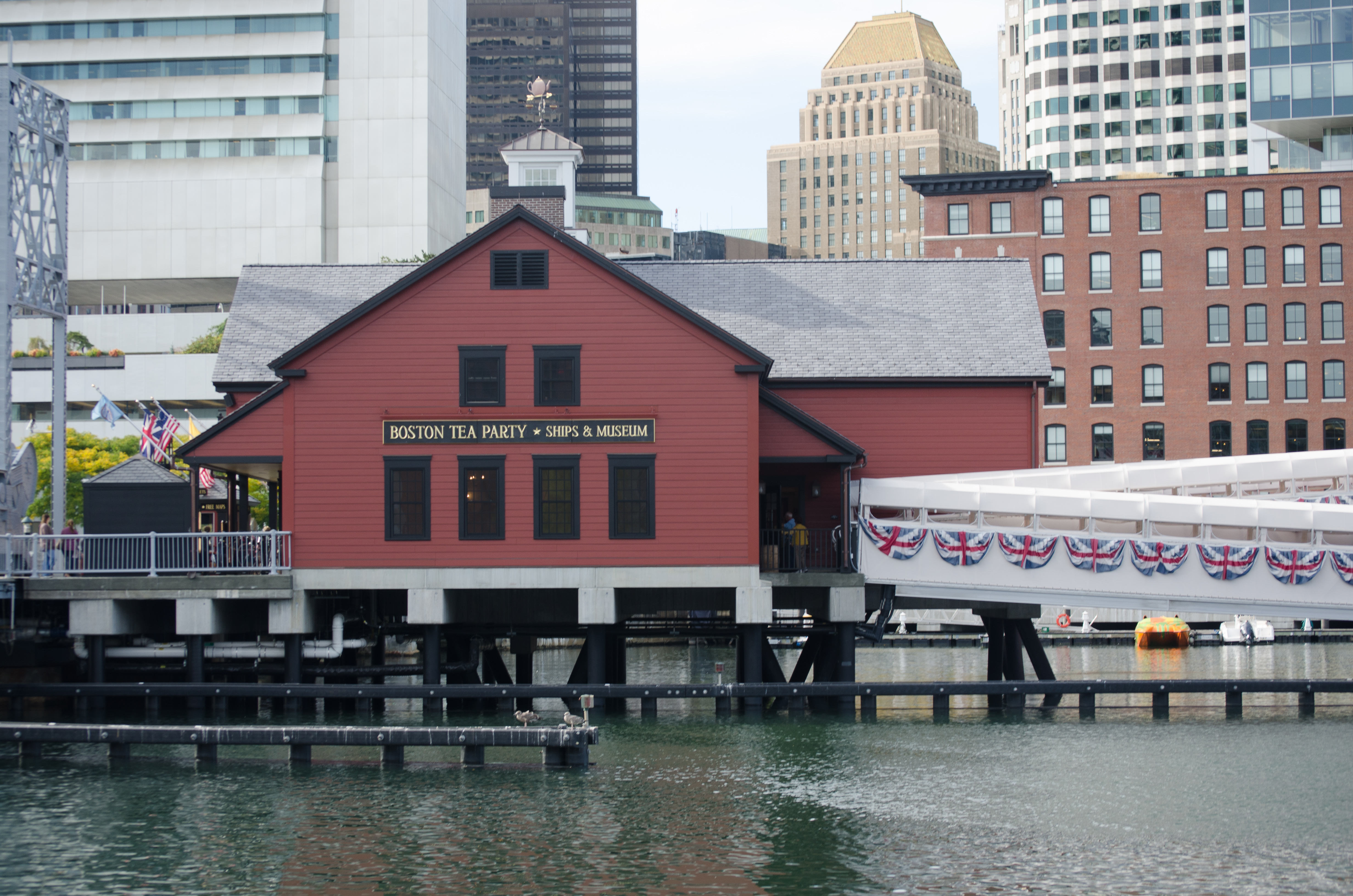
Il Museo "The Boston Tea Party" a Fort Point Channel

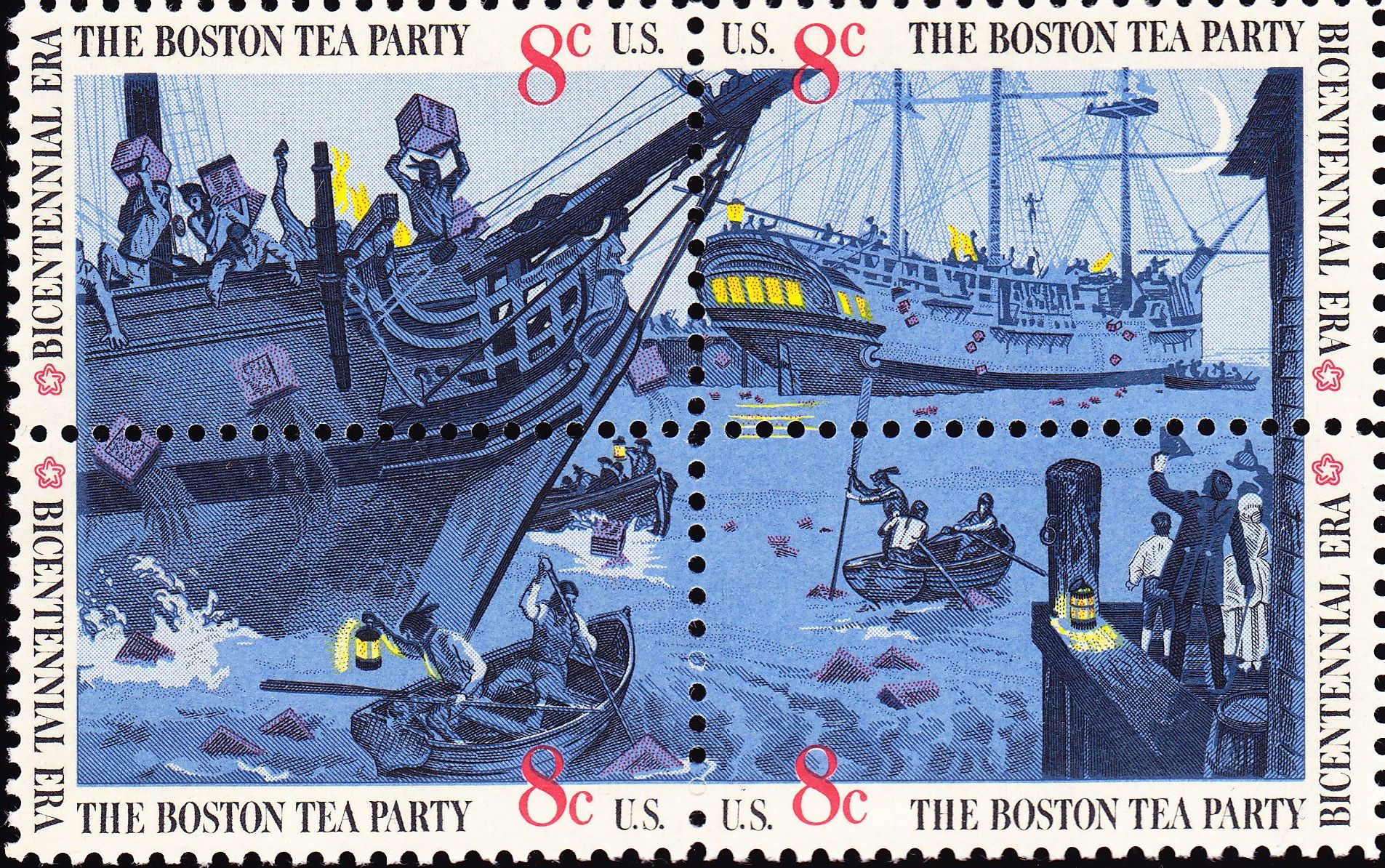
Nel 1973 le Poste Statunitensi emisero una serie di quattro francobolli che insieme illustravano una scena del Boston Tea Party

John Adams e molti altri americani consideravano bere tè un atto antipatriottico, seguendo il Boston Tea Party. Bere tè passò di moda durante e dopo la Rivoluzione, divenendo il caffè la bevanda calda preferita.
Secondo lo storico Alfred Young, la locuzione "Boston Tea Party" non comparve sulla stampa fino al 1834. Prima di allora all'evento si faceva normalmente riferimento come "la distruzione del tè". Secondo Young, gli scrittori americani furono per parecchi anni apparentemente riuttanti a celebrare la distruzione di proprietà, e così l'evento fu ignorato nei racconti sulla Rivoluzione americana. Ciò cominciò a cambiare negli anni 1830, specialmente con la pubblicazione della biografia di George Robert Twelves Hewes, uno dei pochi partecipanti ancora viventi al "tea party", quando esso divenne quindi noto.
Al Boston Tea Party si è spesso fatto riferimento in altre proteste politiche. Quando Mohandas Karamchand Gandhi condusse un rogo di massa delle schede di registrazione di indiani nel Sudafrica nel 1908, un giornale britannico paragonò l'evento al Boston Tea Party. Quando Gandhi incontrò il Governatore generale dell'India nel 1930 dopo la campagna di protesta del sale, Gandhi prese del sale non tassato dal suo scialle e disse sorridendo che il sale era per "rammentarci il famoso Boston Tea Party."
Attivisti americani di diversi indirizzi politici hanno invocato il Tea Party come simbolo di protesta. Nel 1973, nel 200º anniversario del Tea Party, un raduno di massa a Faneuil Hall chiese l'impeachment del Presidente Richard Nixon e protestò contro le compagnie petrolifere durante la crisi energetica. Successivamente, i protestanti abbordarono una nave nel porto di Boston, impiccarono Nixon in effigie e gettarono numerosi bidoni di petrolio vuoti nel porto. Nel 1998, due membri conservatori del Congresso degli Stati Uniti misero una copia del testo sulle imposte federali in una cassa sulla quale scrissero "tè" e la gettarono nel porto.
Nel 2006, fu fondato un partito politico libertario denominato "Boston Tea Party". Nel 2007 Ron Paul, nel 234º anniversario del Boston Tea Party, superò il record di raccolta fondi in un solo giorno ottenendo $6,04 milioni in 24 ore. A seguito di questa raccolta di fondi i "Tea party" crebbero nel movimento omonimo, che dominò la politica conservatrice americana per i successivi due anni, raggiungendo il proprio culmine con una vittoria degli elettori repubblicani nel 2010, che ottennero un gran numero di seggi presso la Camera dei rappresentanti degli Stati Uniti.

### Navi e museo del Boston Tea Party

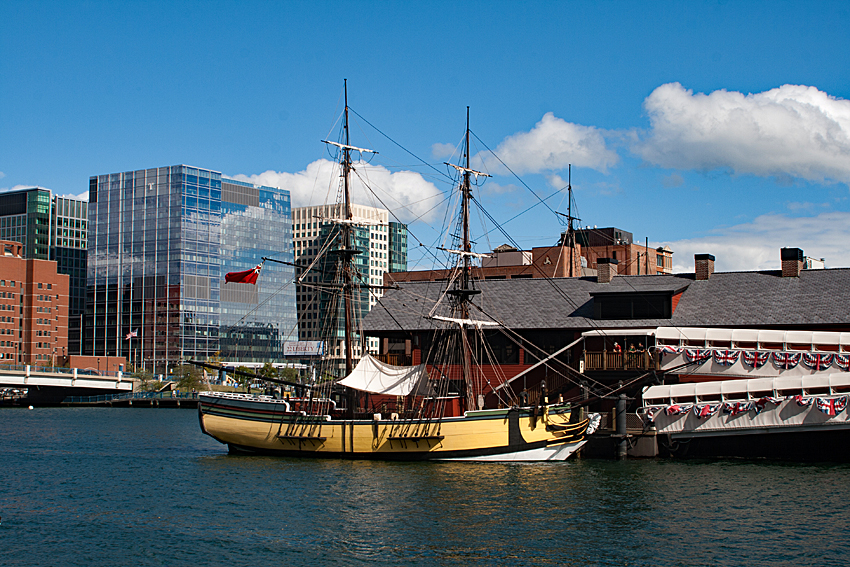
Replica del Beaver a Boston

Il Museo del Boston Tea Party si trova presso il ponte della Congress Street a Boston. Esso provvede a ricostruzioni, documentazioni e a un certo numero di esposizioni interattive. Il museo provvede a due copie di imbarcazioni di quel periodo, Eleanor e Beaver. In più, il museo possiede una delle due note casse di tè dell'evento originale, parte della sua collezione permanente.

## Partecipanti al Boston Tea Party
Lista dei partecipanti al Boston Tea Party, ordinati in ordine alfabetico:
Francis Akeley (Eckley),
Nathaniel Barber,
Samuel Barnard,
Henry Bass,
Joseph Bassett,
Edward Bates,
Adam Beals Jr.,
Thomas Bolter,
David Bradlee,
Josiah Bradlee,
Nathaniel Bradlee,
Sarah Bradlee,
Thomas Bradlee,
James Brewer,
John Brown,
Seth Ingersoll Browne,
Stephen Bruce,
Benjamin Burton,
Nicholas Campbell,
Thomas Chase,
Nathaniel Child,
Benjamin Clark,
Jonathan Clark,
John Cochran,
Gilbert Colesworthy,
Gersham Collier,
Adam Collson,
James Foster Condy,
Daniel Coolidge,
Joseph Coolidge,
Samuel Coolidge,
Samuel Cooper,
William Cox,
Thomas Crafts,
John Crane,
… Crockett,
Obadiah Curtis,
Thomas Dana Jr.,
Robert Davis,
John DeCarteret,
David Decker,
John Dickman,
Edward Dolbeare,
Samuel Dolbeare,
John Dyar Jr.,
Joseph Eaton,
Joseph Eayres,
Eckley (vedi Francis Akeley),
Benjamin Edes,
William Etheridge,
Samuel Fenno,
Samuel Foster,
Thomas Fracker,
Nathaniel Frothingham Jr.,
John Fulton,
John Gammell,
Eleazer Gay,
Thomas Gerrish,
Samuel Gore,
Moses Grant,
Nathaniel Greene,
Timothy Guy,
Samuel Hammond,
Peter Harrington,
William Haskins,
William Hendley,
George Robert Twelves Hewes,
John Hicks,
Samuel Hobbs,
John Hooton,
Elisha Horton,
Elijah Houghton,
Samuel Howard (nato Hayward),
Edward Compton Howe,
Jonathan Hunnewell,
Richard Hunnewell,
Richard Hunnewell Jr.,
Thomas Hunstable,
Abraham Hunt,
Daniel Ingersoll,
Daniel Ingoldson,
Charles Jameson,
Robert Jameson,
Jared Joy,
David Kinnison,
Robert Lash,
Amariah Learned,
Joseph Lee,
Nathaniel Lee,
Amos Lincoln,
John Locke,
Matthew Loring,
Joseph Lovering,
Joseph Ludden,
David Lyon,
Thomas Machin,
Ebenezer MacIntosh,
Peter McIntosh,
Archibald MacNeil,
John Marston,
Martin, probabilmente Wm. P.,
Thompson Maxwell,
John May,
Mead, probabilmente John,
Henry Mellius,
Thomas Melville,
Aaron John Miller,
James Mills,
William Molineaux,
Francis Moore,
Thomas Moore,
Anthony Morse,
Joseph Mountfort,
Eliphalet Newell,
Joseph Nicholls,
Samuel Nowell,
Joseph Pearse Palmer,
Jonathan Parker,
Joseph Payson,
Samuel Peck,
John Peters,
William Pierce,
Isaac Pitman,
Lendall Pitts,
Samuel Pitts,
Thomas Porter,
Henry Prentiss,
Nathaniel Prentiss,
Rev. John Prince,
Edward Procter,
Henry Purkitt,
Seth Putnam,
John Randall,
Joseph Reed,
Paul Revere,
Benjamin Rice,
Jonathan Dorby Robins,
Joseph Roby,
John Russell,
William Russell,
John Sawtelle,
George Sayward,
Edmund Sears,
Robert Sessions,
Joseph Shed,
Benjamin Simpson
Peter Slater Jr.,
Samuel Sloper,
Ephriam Smith,
Josiah Snelling,
Thomas Spear,
Samuel Sprague,
John Spurr,
James Starr,
Phineas Stearns,
Ebeneezer Stevens,
James Stoddard,
Elisha Story,
James Swan,
Abraham Tower,
Bartholomew Trow,
John Truman,
Benjamin Tucker Jr,
Thomas Urann,
James Watson,
Henry Wells,
Thomas Wells,
Josiah Wheeler,
John Whitehead,
David Williams,
Isaac Williams,
Jeremiah Williams,
Thomas Williams,
Nathaniel Willis,
Joshua Wyeth,
Thomas Young.